# Tirreno-Adriatico 2004
Tirreno-Adriatico 2004 est la 39e édition de la course cycliste par étapes italienne Tirreno-Adriatico. L'épreuve se déroule sur sept étapes entre le 10 et le 16 mars 2004.
Le vainqueur de la course est l'Italien Paolo Bettini (Quick Step-Davitamon).

## Équipes participantes
| N.    | Code | Équipe                           |
| ----- | ---- | -------------------------------- |
| 1-8   | FAS  | Fassa Bortolo                    |
| 11-18 | ALB  | Alessio-Bianchi                  |
| 21-28 | BLB  | Brioches la Boulangère           |
| 31-38 | PAN  | Ceramiche Panaria-Margres        |
| 41-48 | COF  | Cofidis, le Crédit par téléphone |
| 51-58 | C.A  | Crédit agricole                  |
| 61-68 | DEN  | De Nardi                         |
| 71-78 | DVE  | Domina Vacanze                   |
| 81-88 | GST  | Gerolsteiner                     |
| 91-98 | LAM  | Lampre                           |

| N.      | Code | Équipe                             |
| ------- | ---- | ---------------------------------- |
| 101-108 | LAN  | Landbouwkrediet-Colnago            |
| 111-118 | LST  | Liberty Seguros                    |
| 121-128 | LOT  | Lotto-Domo                         |
| 131-138 | PHO  | Phonak Hearing Systems             |
| 141-148 | QSD  | Quick Step-Davitamon               |
| 151-158 | RAB  | Rabobank                           |
| 161-168 | SAE  | Saeco Macchine per Caffè           |
| 171-178 | SDV  | Saunier Duval-Prodir               |
| 181-188 | TMO  | T-mobile                           |
| 191-198 | VIN  | Vini Caldirola-Nobili Rubinetterie |

## Classements des étapes
| Étape | Date    | Villes étapes                              | km  | Vainqueur d’étape   | Leader du classement général |
| ----- | ------- | ------------------------------------------ | --- | ------------------- | ---------------------------- |
| 1     | 10 mars | Sabaudia - Sabaudia                        | 172 | Alessandro Petacchi | Alessandro Petacchi          |
| 2     | 11 mars | Latina - Maddaloni                         | 164 | Alessandro Petacchi | Alessandro Petacchi          |
| 3     | 12 mars | Maddaloni - Isernia                        | 168 | Óscar Freire        | Óscar Freire                 |
| 4     | 13 mars | Isernia - Paglieta                         | 179 | Paolo Bettini       | Paolo Bettini                |
| 5     | 14 mars | Paglieta - Torricella Sicura               | 215 | Roberto Petito      | Paolo Bettini                |
| 6     | 15 mars | Monte San Pietrangeli - Torre San Patrizio | 185 | Paolo Bettini       | Paolo Bettini                |
| 7     | 16 mars | S.B del Tronto - S.B del Tronto            | 162 | Alessandro Petacchi | Paolo Bettini                |

## Classement général
|    | Cycliste          | Pays      | Équipe               | Temps            |
| -- | ----------------- | --------- | -------------------- | ---------------- |
| 1  | Paolo Bettini     | Italie    | Quick Step-Davitamon | 33 h 47 min 06 s |
| 2  | Óscar Freire      | Espagne   | Rabobank             | + 5 s            |
| 3  | Erik Zabel        | Allemagne | T-Mobile             | + 11 s           |
| 4  | Igor Astarloa     | Espagne   | Cofidis              | + 18 s           |
| 5  | Stuart O'Grady    | Australie | Cofidis              | + 21 s           |
| 6  | Michael Boogerd   | Pays-Bas  | Rabobank             | + 22 s           |
| 7  | Rolf Aldag        | Allemagne | T-Mobile             | + 26 s           |
| 8  | Giuliano Figueras | Italie    | Ceramiche Panaria    | + 26 s           |
| 9  | Ángel Vicioso     | Espagne   | Liberty Seguros      | + 27 s           |
| 10 | Joaquim Rodríguez | Espagne   | Saunier Duval-Prodir | + 28 s           |